# Šinja Jadžima
Šinja Jadžima (japonsky 矢島 慎也, * 18. ledna 1994) je japonský fotbalista.

## Klubová kariéra
Hrával za Urawa Red Diamonds, Fagiano Okayama, Gamba Osaka a Vegalta Sendai.

## Reprezentační kariéra
S japonskou reprezentací se zúčastnil Letních olympijských her 2016.